# Méthode de Wijs
La méthode de Wijs est une méthode de titrage utilisée pour déterminer l'indice d'iode (Iiode) d'un corps gras. L'indice d'iode est la masse de diiode (I2) (exprimée en grammes) capable de se fixer sur les insaturations (liaisons doubles le plus souvent) des acides gras contenus dans cent grammes de matière grasse. L'indice d'iode en lui-même ne possède pas d'unité.
La méthode de Wijs permet de déterminer par expérimentation le nombre de doubles liaisons que possède un acide gras. Cela peut présenter un intérêt pour identifier un acide gras si d'autres de ses caractéristiques sont connues.

## Principe
Dans cette méthode, on utilise le réactif de Wijs qui est une solution de monochlorure d'iode ICl, composé plus réactif que le diiode, mais strictement équivalent à celui-ci du point de vue du nombre de moles fixées sur les doubles liaisons. On fait alors agir le réactif de Wijs, que l'on met en excès connu, sur un corps gras non saturé, ICl se fixe sur les doubles liaisons.
{\displaystyle {\rm {R-CH=CH-R'+ICl=>R-CHI-CHCl-R'}}}
L'excès de réactif reste en solution, on ajoute alors de l'iodure de potassium en fort excès (ce composé sert également à solubiliser le diiode libéré) qui se combine à ICI en libérant du diiode.
{\displaystyle {\rm {ICl+I^{-}=>I_{2}+Cl^{-}}}}
Ainsi le diiode libéré est dosé par une solution de concentration molaire connue de thiosulfate de sodium, en présence d'empois d'amidon, ajouté en fin de dosage.
{\displaystyle {\rm {I_{2}+2e^{-}=2I^{-}}}}
{\displaystyle {\rm {2S_{2}O_{3}^{2-}=S_{4}O_{6}^{2-}+2e^{-}}}}
{\displaystyle {\rm {I_{2}+2S_{2}O_{3}^{2-}=>S_{4}O_{6}^{2-}+2I^{-}}}}
On réalise un dosage témoin dans les mêmes conditions, mais sans corps gras, afin de pouvoir déterminer la quantité de diiode qui a saturé les doubles liaisons. Il faut utiliser du matériel sec car ICl est détruit par l'eau.

## Schéma du dosage
VT correspond au volume de {\displaystyle {\rm {S_{2}O_{3}^{2-}}}} versé au témoin.
VE correspond au volume de {\displaystyle {\rm {S_{2}O_{3}^{2-}}}} versé à l’essai.
Une masse d'acide gras est mise en excès avec du réactif de Wijs. L'excès est dosé par une solution de thiosulfate de sodium (VE). En parallèle, un témoin est réalisé dans les mêmes conditions (même réactif mais sans corps gras).

## Protocole

### Matériel
- Deux erlenmeyers avec bouchon adaptable.
- Une pipette jaugée de 20 mL.
- Une burette.

### Liquides
- Du cyclohexane.
- Du réactif de Wijs.
- De l'eau distillée.
- De l'iodure de potassium à une concentration massique de 100 g/L.
- Du thiosulfate de sodium à 0,2 mol/L environ.

### Étapes
- Dans l'erlenmeyer, introduire :
  - une masse de corps gras exactement pesée proche de 0,2 g ;
  - 20 mL de cyclohexane ;
  - 20 mL de réactif de Wijs.
- Boucher et agiter énergiquement.
- Laisser reposer 40 min à l'obscurité en secouant de temps en temps.
- Ajouter ensuite :
  - 100 mL d'eau distillée ;
  - 20 mL d'iodure de potassium (à 100 g/L).
- Boucher et agiter vigoureusement pendant 5 min.
- Doser l'iode formé par le thiosulfate de sodium.

Réaliser dans les mêmes conditions un témoin en utilisant la moitié des réactifs mais sans corps gras.

## Remarques
- Les lipides sont solubles dans les solvants organiques et non dans l'eau (à température ambiante), d'où l'utilisation de cyclohexane.
- Le diiode est plus soluble dans le cyclohexane que dans l'eau ; à cause de cela, il faut agiter pour faire passer le diiode dans l'eau, là où il peut être dosé.
- Quand la phase aqueuse est presque décolorée, ajouter un millilitre d'empois d'amidon puis continuer le dosage jusqu'à décoloration totale des deux phases.
- La réalisation d'un témoin est nécessaire pour la réalisation des calculs. Le témoin peut être fait avec la moitié ou la totalité des réactifs.

## Sécurité
Ne rien jeter dans le lavabo. Se débarrasser des déchets organiques dans un conteneur prévu à cet effet.

## Calculs

### Détermination de l'indice d'iode
(Si un témoin a été réalisé avec tous les réactifs, ne pas multiplier VT par deux.)
Une mole de {\displaystyle {\rm {I_{2}}}} réagit avec deux moles de {\displaystyle {\rm {S_{2}O_{3}^{2-}}}}, donc :
{\displaystyle 2n_{\mathrm {I_{2}} }=n_{\mathrm {S_{2}O_{3}^{2-}} }}
{\displaystyle n_{\mathrm {I_{2}} }={\frac {c_{\mathrm {S_{2}O_{3}^{2-}} }\times (V_{\text{T}}-V_{\text{E}})}{2}}}
{\displaystyle m_{\mathrm {I_{2}} }={\frac {c_{\mathrm {S_{2}O_{3}^{2-}} }\times (V_{\text{T}}-V_{\text{E}})\times {M_{\mathrm {I_{2}} }}}{2}}}
avec :
{\displaystyle n_{\mathrm {I_{2}} }}, le nombre de moles de diiode ;
{\displaystyle n_{\mathrm {S_{2}O_{3}^{2-}} }}, le nombre de moles d'ions thiosulfate ;
{\displaystyle c_{\mathrm {S_{2}O_{3}^{2-}} }}, la concentration molaire en ions thiosulfate ;
{\displaystyle m_{\mathrm {I_{2}} }}, la masse de diiode ;
{\displaystyle M_{\mathrm {I_{2}} }}, la masse molaire du diiode.
Ensuite, il faut rapporter à cent grammes de corps gras. Exemple :
- 0,155 g de I2 réagit avec 0,183 g de corps gras ;
- x g de I2 réagissent avec 100 g de corps gras.

{\displaystyle x={\frac {0,155\times 100}{0,183}}=84,7{\rm {\,g}}}
{\displaystyle I_{\text{iode}}=84,7}

### Détermination du nombre de doubles liaisons d'un acide gras
Le nombre de doubles liaisons vaut {\displaystyle {\frac {I_{\text{iode}}\times M_{\text{acide gras}}}{M_{\mathrm {I_{2}} }\times 100}}}, avec {\displaystyle M_{\text{acide gras}}}, la masse molaire de l'acide gras supposé pur.